# Saccoploca brunneata
Saccoploca brunneata är en fjärilsart som beskrevs av Paul Dognin 1911. Saccoploca brunneata ingår i släktet Saccoploca och familjen Uraniidae. Inga underarter finns listade.